# أولف شميدت
أولف شميدت (بالسويدية: Ulf Schmidt) مواليد 12 يوليو 1934 في السويد، هو لاعب كرة مضرب سويدي سابق بدأ مسيرته كمحترف سنة 1951، اعتزل اللعب في 1962. كما أنه أحد أبطال الجراند سلام. أعلى تصنيف له في الفردي كان المركز الـ 8 في سنة 1958.

## بطولات حققها
- بطولة ويمبلدون

## النهائيات

### الزوجي

#### اللقب (1)
| السنة | البطولة  | الشريك        | المنافس                   | النتيجة       |
| 1958  | ويمبلدون | سفين دافيدسون | أشلي كوبر (تنس) نيل فريزر | 6–4, 6–4, 8–6 |

## روابط خارجية
- أولف شميدت على موقع رابطة محترفي التنس (الإنجليزية)
- أولف شميدت على موقع الاتحاد الدولي لكرة المضرب (الإنجليزية)
- أولف شميدت على موقع كأس ديفيز (الإنجليزية)
- أولف شميدت على موقع خلاصة التنس.كوم (الإنجليزية)